# Sismo de Bam de 2003
O Sismo de Bam de 2003 terremoto atingiu a província de Kerman, no sudeste do Irã, às 01h56 UTC (5h26 da manhã, horário padrão do Irã) em 26 de dezembro de 2003. O choque teve uma magnitude de momento de 6,6 e uma intensidade máxima de Mercalli de IX. O terremoto foi particularmente destrutivo em Bam, com o número de mortos chegando a pelo menos 34 000 pessoas e ferindo até 200 000. Os efeitos do terremoto foram exacerbados pelo uso de tijolos de barro como meio de construção padrão; Muitas das estruturas da área não cumpriam os regulamentos de terremotos estabelecidos em 1989.
Após o terremoto, os EUA ofereceram assistência humanitária direta ao Irã e, em troca, o estado prometeu cumprir um acordo com a Agência Internacional de Energia Atômica, que apoia um maior monitoramento de seus interesses nucleares. No total, 44 países enviaram pessoal para ajudar nas operações de socorro e 60 países ofereceram assistência.

Após o terremoto, o governo iraniano considerou seriamente mudar a capital Teerã com medo de que um terremoto ocorresse lá. O terremoto teve um impacto psicológico em muitas das vítimas por anos depois. Um novo quadro institucional no Irã foi estabelecido para resolver problemas de planejamento urbano e reconstruir a cidade de Bam em conformidade com regulamentos sísmicos rígidos. Esse processo marcou um ponto de virada, pois ministros do governo e organizações internacionais colaboraram sob essa estrutura com engenheiros e pessoas locais para organizar a reconstrução sistemática da cidade.